# 东川镇 (门源县)
东川镇，是中华人民共和国青海省海北藏族自治州门源回族自治县下辖的一个乡镇级行政单位。

## 行政区划
东川镇下辖以下地区：
孔家庄社区、孔家庄村、碱沟村、塔龙滩村、尕牧龙上村、尕牧龙中村、尕牧龙下村、巴哈村、甘沟村、麻当村、却藏村、寺尔沟村和香卡村。